# 7gy busz (Budapest)
A budapesti 7-es (gyors 7-es, köznyelvben gyakran piros 7-es) jelzésű autóbusz Budapest emblematikus autóbuszvonala volt a 173-as busszal együtt. A belvárost átszelve a Bosnyák tér és az Etele tér, Kelenföldi pályaudvar között közlekedett, és csak a fontosabb csomópontokban állt meg. A vonalat a Budapesti Közlekedési Zrt. üzemeltette.

## Története
A járat 107-es jelzéssel indult Zugló, Öv utca és a Kelenföldi pályaudvar között, mely 1972-től már csak a Bosnyák térig közlekedett. Jelzése 1977. január 1-jén 7-esre módosult. Az évek során útvonala állandó volt. 1987-től a Tétényi úti Kórháznál (ma Szent Imre Kórház), 1994-től a Róna utcánál is megállt. 1995. június 12-étől a 83-as busz megszűnése miatt érintette a Bártfai utca megállóhelyet is. 2008. augusztus 21-étől 7E jelzéssel közlekedik.

## Járművek
A „piros 7-es” vonalán a jellemző járműtípus az Ikarus 280-as volt. A kezdetben hagyományos BKV kivitelű járműveket 1998-ban 50 felújított, illetve vázcserés busz váltotta fel (közülük többen korábban is ezen a vonalon közlekedtek). A buszok vegyesen közlekedtek a 7-es és 173-as vonalon. Az arculatos, 7-173 Gyors festésű járművek piros-kék színükkel évekig meghatározó buszok voltak a 7-es buszcsalád életében.  

## Útvonala
| Etele tér, Kelenföldi pályaudvar felé | Bosnyák tér felé |
| --- | --- |
| Bosnyák tér vá. – Csömöri út – Thököly út – Baross tér – Rákóczi út – Kossuth Lajos utca – Ferenciek tere – Szabad sajtó út – Erzsébet híd – Szent Gellért rakpart – Szent Gellért tér – Bartók Béla út – Tétényi út – Etele út – Etele tér, Kelenföldi pályaudvar vá. | Etele tér, Kelenföldi pályaudvar vá. – Etele út – Tétényi út – Bartók Béla út – Szent Gellért tér – Szent Gellért rakpart – Erzsébet híd – Szabad sajtó út – Ferenciek tere – Kossuth Lajos utca – Rákóczi út – Baross tér – Thököly út – Csömöri út – Bosnyák tér vá. |

## Megállóhelyei
| 0  | Bosnyák tér végállomás                      | 33 | 7, 24, 32, 70, 73, 77, 173, Pólus 3, 62                                                                  |
| 1  | Bosnyák tér                                 | ∫  | 7, 24, 32, 70, 73, 77, 173, Pólus 3, 62                                                                  |
| 3  | Róna utca                                   | 31 | 7, 73 82                                                                                                 |
| 5  | Hungária körút                              | 28 | 7, 67V, 73, 173, Pólus 1, 1A 72 Budapest-Zugló                                                           |
| 10 | Baross tér, Keleti pályaudvar               | 23 | 7, 20, 30, 67V, 73, 78, 173, Pólus 24 73, 76, 78, 79, 80 Budapest-Keleti                                 |
| 13 | Blaha Lujza tér                             | 20 | 7, 73, 78, 99, 173 4, 6, 28, 37, 37A                                                                     |
| 18 | Ferenciek tere                              | 16 | 5, 7, 8, 47-49V, 73, 78, 112, 173, 233E, 239                                                             |
| 25 | Móricz Zsigmond körtér                      | 10 | 3, 3, 7, 27, 40, 40, 40E, 47-49V, 73, 140E, 149V, 153, 173 6, 18, 19, 41, 41A, 56, 61                    |
| 27 | Kosztolányi Dezső tér                       | 8  | 7, 12, 14, 40, 40E, 41, 41, 47-49V, 53, 72, 73, 86, 87, 87A, 114, 140E, 149V, 153, 172, 173, 187, 250 19 |
| 30 | Szent Imre Kórház                           | 4  | 7, 14, 73, 114, 173                                                                                      |
| 31 | Kelenföld, városközpont                     | 3  | 7, 14, 73, 103, 114, 173                                                                                 |
| 33 | Bártfai utca                                | 1  | 103, 173                                                                                                 |
| 34 | Etele tér, Kelenföldi pályaudvar végállomás | 0  | 19 47-49V, 103, 141, 173 Budapest-Kelenföld                                                              |